# Wolfgang Sidka
Wolfgang Sidka (Lengerich, 1954. május 26. – ) német labdarúgó, középpályás, edző.

## Pályafutása

### Játékosként
Sidka labdarúgó-pályafutását a Bundesligában szerepelt Hertha BSC csapatában kezdte 1971-ben; a berlini csapatban 1971 és 1980 között száznyolcvnannégy nyugatnémet élvonalbeli mérkőzésen szerepelt. 1980 és 1982 között az 1860 München, majd 1982 és 1987 között a Werder Bremen csapatában játszott. 1987 és 1989 között az amatőrligában szereplő Borussia Berlin játékosa volt. 1992-ben a másodosztályú Oldenburg csapatától vonult vissza. Pályafutása során összesen háromszázharminchárom Bundesliga mérkőzésen negyvennégy gólt szerzett.

### Edzőként
Sidka 1992-ben az Oldenburg csaptánál kezdett el edzősködni, majd 1993-ban a Borussia Berlin, 1994-ben pedig az Arminia Bielefeld edzője lett. 1997-ben nevezték ki korábbi csapatának, a német élvonalbeli Werder Bremen vezetőedzőjének; az 1997–1998-as szezonban a csapatot a bajnokság hetedik helyéig vezette, valamint 1998 nyarán megnyerte velük az Intertotó-kupát. 1999 és 2000 között az Osnabrück edzője volt, majd Ázsiában vállalt munkát; három éven keresztül irányította a bahreini labdarúgó-válogatottat, 2003 és 2005 között pedig a katari Al-Arabi csapatát. 2005-ben ismét a bahreini válogatott szövetségi kapitányként dolgozott, majd 2006 és 2007 között egy másik katari csapat, az Al-Gharafa menedzsere volt. 2010 és 2011 között az iraki labdarúgó-válogatott szövetségi kapitánya volt, a csapatot a torna negyeddöntőjéig vezette a 2011-es Ázsia-kupán.

## Sikerei, díjai

### Edzőként
- Werder Bremen
  - Intertotó-kupa: 1998